# Fruit of the Loom

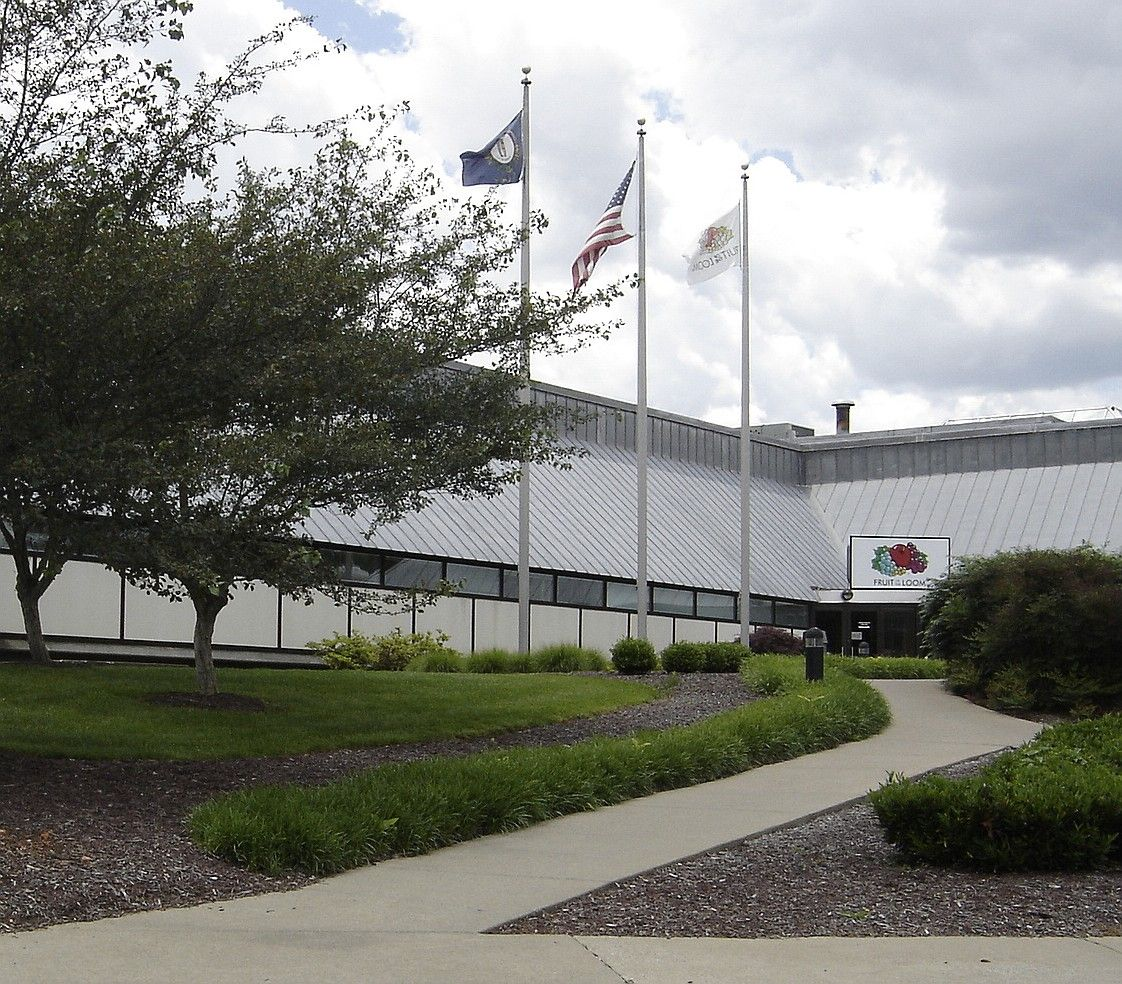
Fruit of the Looms huvudkontor i Bowling Green, Kentucky

Fruit of the Loom (svenska: Vävstolens frukt) är ett amerikanskt konfektionsföretag och klädmärke som grundades 1851. Företagets produktionsanläggningar var belägna i Marocko, Egypten och Bangladesh. Företaget hamnade i finansiella svårigheter under slutet av 1990-talet och sedan 2002 är det ett helägt dotterbolag till Berkshire Hathaway.